# Reserva Natural de Sayano-Shushenski
A Reserva Natural de Sayano-Shushenski (em russo:  Саяно-Шушенский заповедник) é uma área protegida da Rússia, localizada em uma área remota a oeste das montanhas de Sayan, no sul da Sibéria. Encontra-se na margem sul do rio Ienissei, ao longo do reservatório Sayano-Shushenskoye. A reserva protege, assim, uma grande parte do território montanhoso e arborizado acima do reservatório criado pela represa Sayano-Shushenskaya, a maior usina de energia da Rússia. Tanto a reserva como a barragem foram criadas em 1976, e um dos principais objetivos da reserva, além de conservação, é o estudo dos efeitos ecológicos de um grande reservatório sobre a ecologia local. A reserva abrange uma área de 390 hectares, situada no distrito de Shushensky, no Krai de Krasnoyarsk.

## Topografia
A reserva de Sayano-Shushenski cobre o terreno montanhoso no tergo axial das montanhas ocidentais de Sayan, incluindo o tergo de Khemchiksky (inclinação do norte) e Kantegirsky (esporões orientais). É limitada ao norte pelo rio Ienissei. As elevações variam de 500 a 2735 metros.

## Clima e eco-região
A área protegida de Sayano-Shushenski está localizada na eco-região de florestas de coníferas de Altai-Sayan, uma eco-região que está no nível de altitude média das Montanhas Sayan, as montanhas mais altas da Sibéria. Encontra-se numa zona de transição entre a taiga siberiana ao norte e a estepe mongol ao sul. Esta eco-região tem altos níveis de biodiversidade devido ao encontro de zonas ecológicas, variações de altitude e variações de inclinação.
O clima de Sayano-Shushenski é um clima continental húmido, caracterizado por longos invernos frios e verões curtos e frescos.

## Eco-educação e acessos
Como uma reserva natural estrita, a reserva de Sayano-Shushenski é, na maior parte, fechada ao público geral, embora os cientistas e entidades relacionados com a "educação ambiental" possam fazer acordos com a gerência do parque para visitas. A reserva tem um museu da natureza aberto ao público, e há duas rotas eco-turísticas através do território que estão abertas ao público, mas requerem a aquisição de licenças com adiantado. O escritório da reserva está na cidade de Shushenskoye.